# 221 км (зупинний пункт, Московська залізниця)
221 км (рос. 221 км) — зупинний пункт біля населених пунктів Муравинка і Гута Злинковського району Брянської області Росії. Розташований на лінії Брянськ — Гомель.
Наразі пасажирський рух призупинено.